# Янгорчино
Янго́рчино (чув. Çӗрпел) — село в Вурнарском районе Чувашской Республики. Административный центр Янгорчинского сельского поселения.

## География
Находится в центральной части Чувашии, на расстоянии приблизительно 10 км на северо-восток по прямой от районного центра поселка Вурнары.

## История
Известно с 1795 года, когда в ней проживало 170 человек в 25 дворах. В 1858 году было учтено 515 жителей, в 1926—235 дворов, 1052 жителя, в 1939—1124 жителя, в 1979—1022. В 2002 году было 273 двора, в 2010—230 домохозяйств. В 1930 году был образован колхоз «Ленин», в 2010 году действовал СХПК «Янгорчино». С 1845 по 1938 год действовала Петропавловская церковь.

## Население
Постоянное население составляло 876 человек (чуваши 99 %) в 2002 году, 704 в 2010.